# Карельская письменность
Каре́льская пи́сьменность — письменность, использующаяся для записи карельского языка. За время своего существования несколько раз меняла свою графическую основу и неоднократно реформировалась. В настоящее время карельская письменность функционирует на латинице. В истории карельской письменности выделяется четыре этапа:
- до 1917 года — ранние опыты создания письменности на основе кириллицы;
- 1931—1939 — письменность тверских карел на основе латиницы;
- 1937—1940 — письменность карел Карелии на основе кириллицы;
- с 1989 — современная письменность на основе латиницы.

## Средневековье

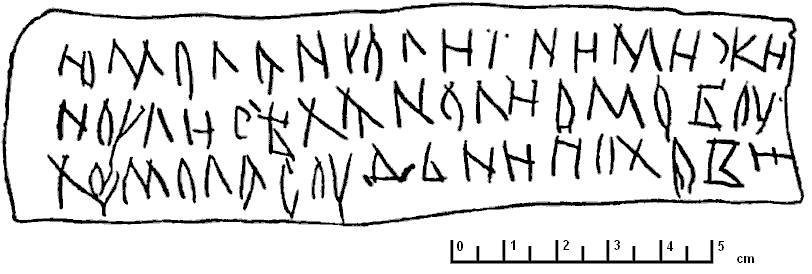
Новгородская берестяная грамота № 292

Древнейшим письменным памятником на карельском языке является написанная кириллицей новгородская берестяная грамота № 292 (обнаружена в 1963 году) — три строки заклинания от грозы. Грамота датируется 1240—1260 годами. Также в грамоте № 403 (1360—1380 годы) записан словарик из пяти пар карельско-русских соответствий. Имеются сведения, что в XVI веке монах Фёдор Чудинов для миссионерской деятельности среди карел разработал карельскую азбуку и перевёл некоторые молитвы.
Более поздние примеры фиксации карельского языка относятся к XVII веку. Это тексты десяти заговоров, а также карельско-русский словарь «Азбучный патерик», составленный архимандритом Феофаном на Соловецких островах в 1666—1668 годах. Известен также рукописный карельско-русский словарь начала XVIII века. Все тексты этого периода написаны кириллицей.

## В Российской империи

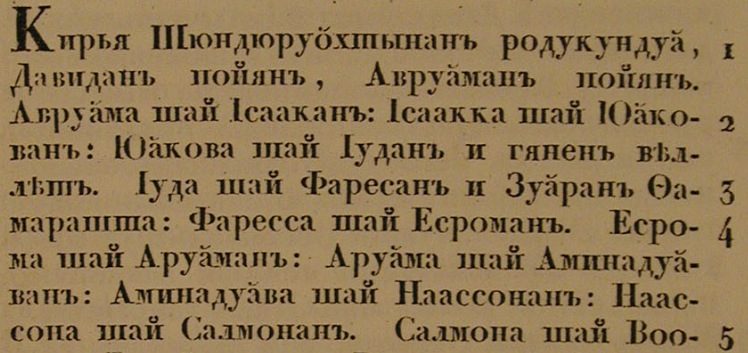
Герранъ мія̈нъ. Шондю-руŏхтынанъ святой іôванг̧ели матвѣйста, 1820

В печати карельский язык впервые был зафиксирован в многоязычном словаре П. С. Палласа, вышедшем в 1786—1789 годах.
Дальнейшее развитие карельской письменности было связано с деятельностью Русской православной церкви. В 1802 году Святейший Синод распорядился перевести на карельский язык Катехизис и Символ веры. Благодаря этому решению в 1804 году вышло в свет первое печатное издание на карельском языке: «Перевод некоторых молитв и сокращённого катехизиса на корельский язык». В этом издании использовался церковнославянский алфавит. В 1820 году был выпущен перевод на тверской диалект карельского языка Евангелия от Матфея (Герранъ мія̈нъ. Шондю-руŏхтынанъ святой іôванг̧ели матвѣйста, Карьяланъ кїӗлѣлля. Пійтери, 1820). В этом издании использовался русский алфавит с добавлением знаков ӑ, г̧, е́, ӗ, ѣ̆, о̆, ӧ, о̂, ў, ю̈, ю̂, я̈. Позднее, в XIX — начале XX века на разных диалектах карельского языка был издан целый ряд переводов богослужебных книг.
В 1887 году в Твери был подготовлен и издан первый карельский букварь (тверской диалект). Алфавит букваря базировался на кириллице и включал дополнительные буквы г̄ и ю̈. Вторым карельским букварём, напечатанным в царской России, стала «Азбука для кореллов, живущих в Кемском уезде Архангельской губернии», изданная в Архангельске в 1894 году. В этом издании используется русский алфавит с добавлением букв ä ö ÿ. Помимо этих букварей в начале XX века были изданы два русско-карельских словаря, также использовавшие кириллицу.

## Советский период

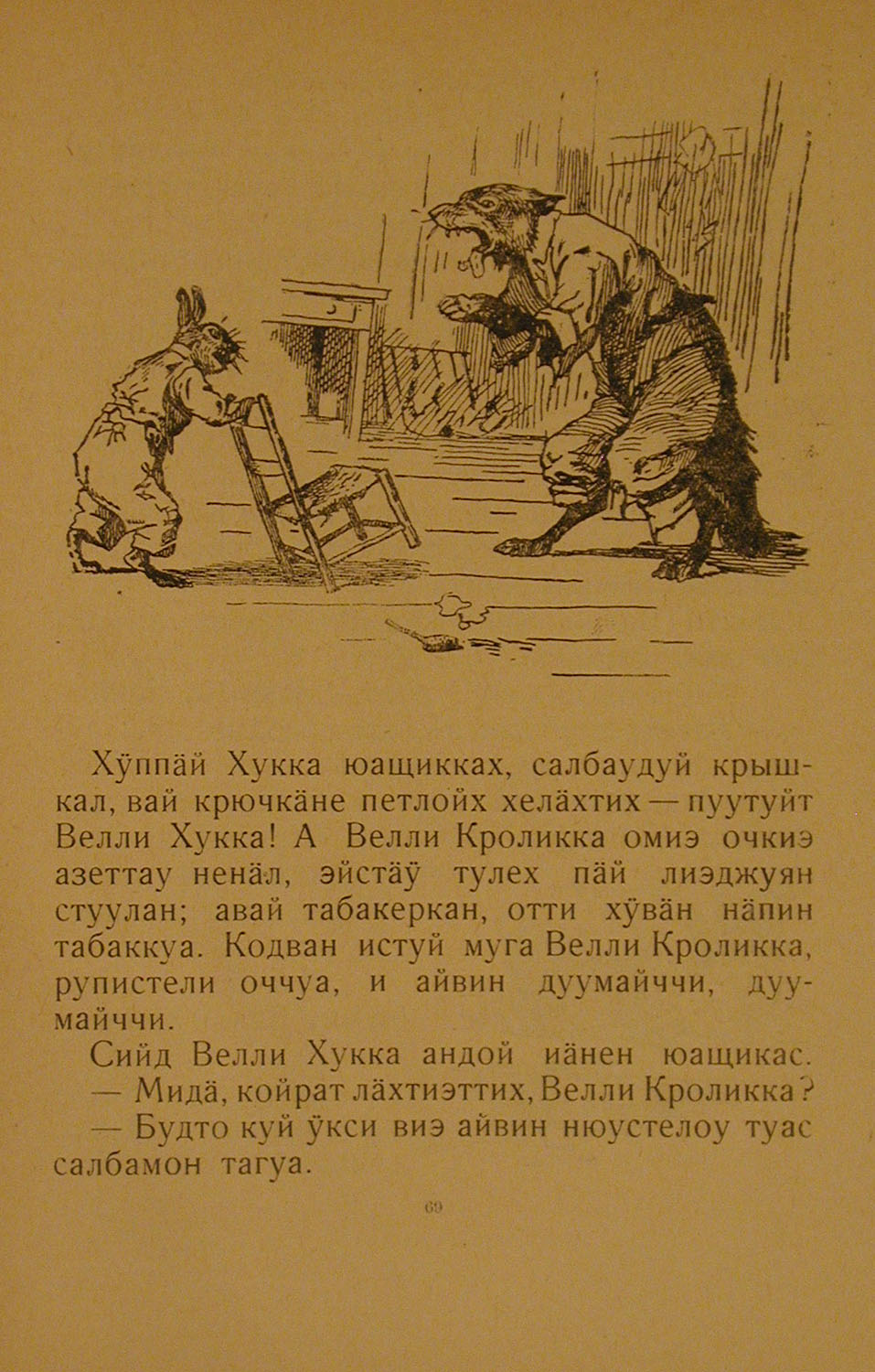
[http://fulr.karelia.ru/cgi-bin/flib/rimus.cgi Страница из «Сказкок дядюшки Римуса» на карельской кириллице, 1939

В 1919 году карельский язык впервые был использован в средствах массовой информации. В газете «Олонецкая звезда» в течение года было опубликовано несколько заметок на карельском языке, при этом использовался русский алфавит без дополнительных знаков.
В 1920 году при создании Карельской трудовой коммуны литературным языком для карел был избран родственный финский язык. Для тверских карел в 1931 году в рамках общесоюзного процесса латинизации была разработана письменность на основе латинского алфавита. В целях унификации в его основу был положен финский алфавит, но к нему пришлось добавить несколько знаков для специфических звуков карельского языка. Алфавит имел следующий вид: A a, Ä ä, B b, C c, Ç ç, D d, E e, F f, G g, H h, I i, J j, K k, L l, M m, N n, O o, Ö ö, P p, R r, S s, Ş ş, T t, U u, Y y, V v, Z z, Ƶ ƶ, З з, Ь ь, ȷ. Знаки Ç ç, Ş ş, Ƶ ƶ и З з обозначали звуки [ц], [ш], [ж] и [дж] соответственно. Ь ь применялся для [ы], а знак ȷ обозначал палатализацию конечного согласного слога. Этот алфавит функционировал до 1939 года, когда издание книг и газет на нём было прекращено, а образование переведено на русский язык.
В тот период неоднократно ставился вопрос о создании собственной письменности и для карел Карельской АССР. Статья о политической необходимости этого, например, была напечатана в газете «Правда» 14 мая 1931 года.
Во второй половине 1930-х годов в СССР начался процесс кириллизации письменностей. 8 сентября 1937 года ЦИК РСФСР утвердил переход карельской письменности на кириллицу. В октябре представители Карельской АССР составили проект кириллического алфавита, включавший все буквы русского алфавита кроме ы, а также дополнительные буквы Ӓ ӓ, Ӧ ӧ, Ӱ ӱ, Ю̈ ю̈, Я̈ я̈, дж. Представители Карельского национального округа Калининской области предлагали другой вариант: русский алфавит без букв ё, й, ъ, э, но с дополнительными буквами І і, Ē ē, Ā ā, Ō ō, Ӯ ӯ, ӡ. Однако в итоге в ноябре 1937 года был принят алфавит с дополнительными буквами Ӓ ä, Ӧ ö, Ӱ ÿ. В результате карельский кириллический алфавит имел следующий вид: А а, Б б, В в, Г г, Д д, Е е, Ё ё, Ж ж, З з, И и, Й й, К к, Л л, М м, Н н, О о, П п, Р р, С с, Т т, У у, Ф ф, Х х, Ц ц, Ч ч, Ш ш, Щ щ, ъ, Ы ы, ь, Э э, Ю ю, Я я, Ӓ ä, Ӧ ö, Ӱ ÿ.
Однако этот алфавит просуществовал недолго. Уже в 1940 году при образовании Карело-Финской ССР карельский язык был выведен из всех официальных сфер употребления и стал языком бытового общения. Место литературного языка для карел Карело-Финской ССР вновь занял финский язык.
| - Алфавит тверских карел на латинской основе, 1931 г. - Проект алфавита тверских карел, опубликованный в сентябре 1937 г. |

## Современный период
В мае 1989 года в Петрозаводске прошла конференция «Карелы: этнос, язык, культура, экономика, проблемы и пути развития в условиях совершенствования межнациональных отношений в СССР». Одним из результатов этой конференции стало воссоздание карельской письменности. Её графической основой был избран латинский алфавит. В том же году Совет министров Карельской АССР утвердил новый карельский алфавит. Первоначально были созданы отдельные алфавиты для собственно карельского и ливвиковского наречий (их авторами были Л. Ф. Маркианова и П. М. Зайков). В 1992 году также была создана письменность и для тверских карел.
- Алфавит ливвиковского наречия[4]: Aa Bb Čč Dd Žž Ee Ff Gg Hh Ii Jj Kk Ll Mm Nn Oo Pp Rr Ss Šš Zz Ǯǯ Tt Uu Vv Üü Ää Öö.
- Алфавит собственно карельского наречия[4]: Aa Bb Čč Dd Ee Ff Gg Hh Ii Jj Kk Ll L’l' Mm Nn N’n' Oo Pp Rr Ss S’s' Šš Zz Žž Tt T’t' Uu Vv Yy Ää Öö.
- Алфавит тверского наречия карельского языка[16]: Aa Bb Cc Čč Dd Ee Ff Gg Hh Ii Jj Kk Ll Ĺĺ Mm Nn Ńń Oo Pp Rr Ŕŕ Šš Ss Śś Zz Žž Tt T́ t́ Uu Vv Üü Ää Öö.

В 2007 году Правительством Республики Карелия был утверждён новый алфавит карельского языка, единый для всех диалектов.
Постановлением Правительства Республики Карелия от 29 мая 2014 года в карельский алфавит была введена буква С с.
С учётом последних изменений карельский алфавит выглядит так:
| A a | B b | C c | Č č | D d | E e | F f | G g | H h | I i |
| J j | K k | L l | M m | N n | O o | P p | R r | S s | Š š |
| Z z | Ž ž | T t | U u | V v | Y y | Ä ä | Ö ö | ʼ   |     |

В 2017—2020 годах Комиссией по использованию письменной формы языка тверских карелов в публичной сфере алфавит тверского диалекта был унифицирован с алфавитом, принятым в Республике Карелия.
В Финляндии с 1990-х годов также предпринимаются попытки создания карельской письменности (на людиковском наречии). В 1990-е годы были изданы несколько религиозных изданий, в 2003 году букварь «ABC-kird’», а позднее и другая литература. Алфавит этих изданий в целом совпадает с официальным алфавитом, принятым в Республике Карелия (за исключением буквы Ü ü, используемой вместо Y y).